# Copa Faulcombridge Open Ciudad de València
La Copa Faulcombridge Open Ciudad de València, nota in precedenza come Copa Faulconbridge e Valencia Challenger, è un torneo professionistico di tennis maschile e femminile giocato sui campi in terra rossa del Club de Tenis Valencia a Valencia, in Spagna.
Viene inaugurato nel 1933 come evento maschile e femminile con il nome Copa Faulconbridge, in onore del fondatore dell'impianto dove si svolge. Il torneo viene dismesso dopo l'edizione del 2002 che faceva parte delle ATP Challenger Series maschili. Viene ripristinato nel 2022 come evento maschile dell'ATP Challenger Tour e femminile dell'ITF Women's World Tennis Tour.

## Albo d'oro

### Singolare maschile
| Anno       | Campione        | Finalista             | Punteggio           |
| ---------- | --------------- | --------------------- | ------------------- |
| 2024       | Pedro Martínez  | Jaime Faria           | 6–1, 6–3            |
| 2023       | Fabio Fognini   | Roberto Bautista Agut | 3–6, 7–6(8), 7–6(3) |
| 2022       | Oleksii Krutykh | Luca Van Assche       | 6–2, 6–0            |
| 2021- 2003 | Non disputato   | Non disputato         | Non disputato       |
| 2002       | David Ferrer    | Leonardo Olguín       | 6–4, 7–5            |

### Singolare femminile
| Anno | Campionessa           | Finalista               | Punteggio     |
| ---- | --------------------- | ----------------------- | ------------- |
| 2023 | Viktoriya Tomova      | Jaqueline Cristian      | 7–5, 6–3      |
| 2022 | Marina Bassols Ribera | Ylena In-Albon          | 6–4, 6–0      |
| 2021 | Arantxa Rus           | Mihaela Buzarnescu      | 6–4, 7–6(3)   |
| 2020 | Non disputato         | Non disputato           | Non disputato |
| 2019 | Varvara Gracheva      | Tamara Korpatsch        | 3–6, 6–2, 6–0 |
| 2018 | Paula Badosa Gibert   | Aliona Bolsova Zadoinov | 6–1, 4–6, 6–2 |
| 2017 | Irina Bara            | Olga Danilović          | 5–7, 6–4, 6–0 |
| 2016 | Jasmine Paolini       | Quirine Lemoine         | 6–1, 2–6, 6–4 |

### Doppio maschile
| Anno       | Campioni                           | Finalisti                          | Punteggio     |
| ---------- | ---------------------------------- | ---------------------------------- | ------------- |
| 2024       | Alexander Merino Christoph Negritu | Karol Drzewiecki Piotr Matuszewski | 6–3, 6–4      |
| 2023       | Andrea Pellegrino Andrea Vavassori | Daniel Rincón Oriol Roca Batalla   | 6–2, 6–4      |
| 2022       | Oleksii Krutykh Oriol Roca Batalla | Ivan Sabanov Matej Sabanov         | 6–3, 7–6(3)   |
| 2021- 2003 | Non disputato                      | Non disputato                      | Non disputato |
| 2002       | Tim Crichton Todd Perry            | Marcus Hilpert Shaun Rudman        | Walkover      |

### Doppio femminile
| Anno | Campionesse                             | Finaliste                                 | Punteggio      |
| ---- | --------------------------------------- | ----------------------------------------- | -------------- |
| 2023 | Valentini Grammatikopoulou Andreea Mitu | Aliona Bolsova Natela Dzalamidze          | 7–5, 6–4       |
| 2022 | Cristina Bucsa (2) Ylena In-Albon       | Irina Chromačëva Iryna Shymanovich        | 6–3, 6–2       |
| 2021 | Aliona Bolsova Andrea Gamiz             | Ekaterine Gorgodze Laura Pigossi          | 6–3, 6–4       |
| 2020 | Non disputato                           | Non disputato                             | Non disputato  |
| 2019 | Irina Maria Bara Rebeka Masarova        | Andrea Gamiz Seone Mendez                 | 6–4, 7–6(2)    |
| 2018 | Irina Chromačëva Nina Stojanović        | Valentini Grammatikopoulou Renata Zarazúa | 6–1, 6–4       |
| 2017 | Cristina Bucșa (1) Yana Sizikova        | Andrea Gámiz Georgina García Pérez        | 7–6(1), 7–6(5) |
| 2016 | Lina Gjorcheska Galina Voskoboeva       | Alicia Herrero Liñana Ksenija Sharifova   | 6–0, 6–0       |